# La Segua (película)
La Segua es una película de terror costarricense-mexicana, dirigida por el cineasta Antonio Yglesias, y producida y escrita por Óscar Castillo, con las actuaciones de Isabel Hidalgo, Blanca Guerra, Rafa Rojas, Óscar Castillo, Ana Poltronieri y Alfredo Catania. Es el primer largometraje del director, productor y actor Óscar Castillo, seguido de Eulalia (1987) y Asesinato en El Meneo (2001). Su argumento toma como base la obra de teatro La Segua, del escritor costarricense Alberto Cañas Escalante, acerca de una mítica criatura, la Segua, una mujer muy hermosa que se aparece por las noches a los viandantes, pero que se transforma en un terrorífico monstruo con la cabeza de caballo.

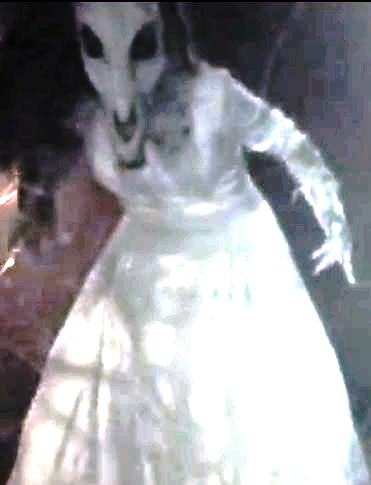
La Segua es el monstruo legendario en que se basó la cinta.

## Argumento
En la ciudad de Cartago, en la Costa Rica colonial, una hermosa mujer, Encarnación Sancho (Isabel Hidalgo) vive atormentada porque cree que es la Segua, razón por la cual se ve impedida a corresponder al amor de los hombres que la cortejan. Petronila (Blanca Guerra), su celosa y malvada enemiga, se encuentra enamorada del pretendiente de Encarnación, José Corona (Rafa Rojas), un teniente español, por lo que, para deshacerse de su competidora, busca la ayuda de una vieja bruja, María Francisca Portuguesa (Ana Poltronieri). Por las artes de la bruja, el español se encuentra una noche con la Segua, una hermosa mujer que extrañamente tiene el mismo aspecto de Encarnación, por lo que el hombre la sube a su montura, pero ya en el viaje, cuando la intenta besar, la mujer se transforma en un monstruo con la cabeza de un caballo. Corona pierde el juicio por el terrible encuentro, clamando enloquecido que Encarnación es la Segua. Encarnación, creyendo que es la responsable de la locura del hombre, entra en una especie de mutismo. Entonces, aparece Camilo de Aguilar (Óscar Castillo), un aventurero en busca de fortuna, quien se enamora de ella. Una vez más, por intervención de Petronila y la bruja, Camilo sufre de la fiebre del oro y parte en busca de las legendarias minas de Tisingal, con el objetivo de hacerse rico y poder casarse con Encarnación, pero muere en un terremoto junto con Petronila. Finalmente, Encarnación acepta casarse con un hombre ciego, viejo amigo de su familia, don Félix Fernández (Alfredo Catania), que nunca podrá ver su belleza y tampoco podrá ver al monstruo que habita en ella.

## Elenco
- Isabel Hidalgo de Caviedes - Encarnación Sancho
- Blanca Guerra - Petronila Quesada
- Óscar Castillo - Camilo de Aguilar
- Ana Poltronieri - María Francisca Portuguesa
- Fresia Astica - Manuela
- Rafael Rojas - El Teniente José Corona
- Fernando Del Castillo - José Manuel Sancho de Castañeda
- Ana María Barrionuevo - Baltasara
- Alfredo Catania - Félix Fernández
- Luis Chocsno - Fray Diego
- Carlos Catania - Un jinete nocturno
- William Zúñiga - Miguel
- Marcelo Johnson - Marcelo
- Germán Silesky - Germán
- Adita Retana - Martha
- Ivonne Brenes - Eduviges